# St. Jakobus der Ältere (Hebrontshausen)

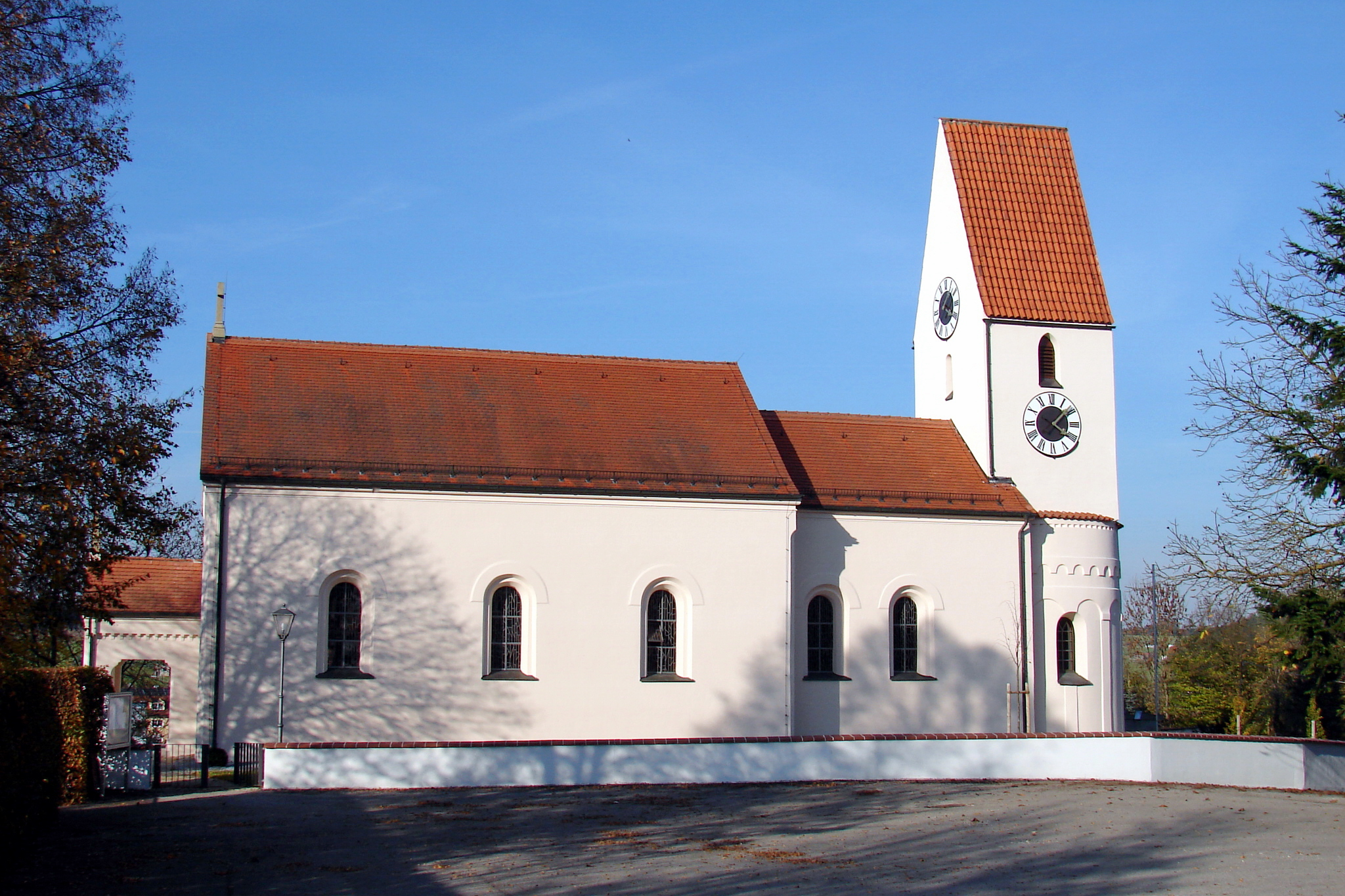
St. Jakobus der Ältere in Hebrontshausen

Die römisch-katholische Pfarrkirche St. Jakobus der Ältere steht in Hebrontshausen, einem Gemeindeteil von Rudelzhausen im oberbayerischen Landkreis Freising. Das Bauwerk ist in der Liste der Baudenkmäler in Rudelzhausen als Baudenkmal unter der Nr. D-1-78-122-10 eingetragen. Die Kirche gehört zum Dekanat Geisenfeld-Pförring des Bistums Regensburg.

## Beschreibung
Die spätromanische Saalkirche bestand ursprünglich aus dem heute als Chorraum dienenden Langhaus und dem über der mit einem Bogenfries und einer Blende verzierten Apsis errichteten Chorturm im Osten. Der später erhöhte Turm mit dem Glockenstuhl und der Turmuhr ist von einem Satteldach bedeckt. 1856 erhielt die Kirche im Westen ein neues Schiff, wobei das alte Langhaus zum Chor und das Erdgeschoss des Chorturms zur Taufkapelle umfunktioniert wurden.
Der Innenraum des Chors ist mit einem Stichkappengewölbe überspannt. Das Retabel des Hochaltars wird von den Büsten des Florian von Lorch und des heiligen Sebastian flankiert. 

## Orgel
Die rein mechanische Schleifladen-Orgel mit sieben Registern auf einem Manual und Pedal wurde von Johann Ehrlich um 1858 neu gebaut. Die Disposition lautet:
| Manual C–c3 |    |
| Copel       | 8′ |
| Gamba       | 8′ |
| Principal   | 4′ |
| Flöte       | 4′ |
| Octav       | 2′ |
| Mixtur III  |    |

| Pedal C–f |     |
| Subbaß    | 16′ |

- Koppeln: Pedal fest angekoppelt